# Methodus Plantas Horti Botanici et Agri Marburgensis
Methodus Plantas Horti Botanici et Agri Marburgensis (abreviado Methodus) es un libro con descripciones botánicas que fue escrito por el botánico Conrad Moench y publicado en Marburgo en el año 1794.
Moench escribió 'Methodus Plantas horti botanici et agri Marburgensis' en 1794, donde hace recuento de las plantas que se encuentran en los campos y jardines de Marburg.